# Twin-tip
 (décembre 2022).
Une twin-tip est une planche utilisée dans certains sports nautiques, tels que le wakeboard, ou le kitesurf. Sa particularité est d'être symétrique, c'est-à-dire qu'elle n'a ni avant, ni arrière. Cette symétrie lui permet d'être amphidrome. L'avant et l'arrière de la planche sont jumeaux (twin en anglais). Cette particularité permet au pratiquant d'évoluer dans toutes les directions sans se soucier du sens de la planche, ce qui est apprécié pour le free style.
- En wakeboard, la planche twin-tip est équipée de chausses enserrant la cheville du pratiquant, montées sur platines.
- En kitesurf, le pratiquant se solidarise à la planche par des footstraps.
- En ski freestyle, on appelle aussi cela des ski bi-spatulés.

## Caractéristiques
Les twin-tip mesurent de 110 à 180 cm de long, pour environ 40 cm de large en moyenne.
Les twin-tip sont équipés de deux ou quatre ailerons assez petits (3 à 5 cm de haut) sous la carène.
Elles sont construites en fibre de verre résine époxy sur âme de mousse ou de bois, renforcée parfois par de la fibre carbone ou kevlar.
Inventé par Jessie Durocher.[réf. nécessaire]